# 介護老人福祉施設
| 居宅型 3,889億円 （49.5%）   | 訪問通所 3,054億円 （38.9%） | 訪問介護／入浴             | 816億円（10.4%）   |
| 居宅型 3,889億円 （49.5%）   | 訪問通所 3,054億円 （38.9%） | 訪問看護／リハ             | 211億円（2.7%）    |
| 居宅型 3,889億円 （49.5%）   | 訪問通所 3,054億円 （38.9%） | 通所介護／リハ             | 1,777億円（22.7%） |
| 居宅型 3,889億円 （49.5%）   | 訪問通所 3,054億円 （38.9%） | 福祉用具貸与               | 247億円（3.2%）    |
| 居宅型 3,889億円 （49.5%）   | 短期入所（ショートステイ）   | 短期入所（ショートステイ） | 375億円（5.8%）    |
| 居宅型 3,889億円 （49.5%）   | その他                       | その他                     | 458億円（4.9%）    |
| 地域密着型 948億円 （12.1%） | 小規模多機能型居宅介護       | 小規模多機能型居宅介護     | 182億円（2.3%）    |
| 地域密着型 948億円 （12.1%） | 認知症グループホーム         | 認知症グループホーム       | 509億円（6.5%）    |
| 地域密着型 948億円 （12.1%） | 地域密着型介護老人福祉施設   | 地域密着型介護老人福祉施設 | 134億円（1.7%）    |
| 地域密着型 948億円 （12.1%） | その他                       | その他                     | 123億円（1.6%）    |
| 施設型 2,593億円 （34.9%）   | 介護福祉施設（特養）         | 介護福祉施設（特養）       | 1,363億円（17.4%） |
| 施設型 2,593億円 （34.9%）   | 介護老人保健施設（老健）     | 介護老人保健施設（老健）   | 1,017億円（12.9%） |
| 施設型 2,593億円 （34.9%）   | 介護療養施設                 | 介護療養施設               | 227億円（2.9%）    |
| 居宅介護支援（ケアマネ）     | 居宅介護支援（ケアマネ）     | 居宅介護支援（ケアマネ）   | 408億円（5.2%）    |
| 総額                         | 総額                         | 総額                       | 7,854億円          |

介護老人福祉施設（かいごろうじんふくししせつ）とは、介護保険法に基づいて介護保険が適用される介護サービスを手掛ける高齢者施設である。老人福祉法第11条に基づく市町村による入所措置の対象施設となっており、その文脈では特別養護老人ホーム（とくべつようごろうじんホーム）と呼ばれる。略称は「特養（とくよう）」。対象者は要介護3から5の要介護認定を受けている高齢者である。

## 概要

### 市場規模
- 2012年4月時点で6,399施設が認可されている[2]。
- 2012年12月の月間の費用額は128,871百万円、介護費総額に対する割合は18.1%である[3]。
- 2012年10月時点で入所受入れ可能人数は498,700人である[4]。

### 入所者の状況
2013年時点では、施設入所者の平均在所日数は1405.1日、入所者のうち97.2%は認知症を持っており、さらに61.7%は寝たきり状態であった。

### 待機問題
高齢化社会の進展に伴い、慢性的に供給不足となっていることが社会問題化している。
2009年度時点の入所待機者は42万人と推定されていたが、入所待機者が1施設で何十人〜何百人に達する施設もあるため、入所申込者は複数の施設に重複申し込みをして待機することもある。なお、入所希望者・待機者の死亡や他施設への入所や入院により、入所申込している介護老人福祉施設への入所の必要性が消失していても、入所申込者が入所申込をしている介護老人福祉施設に入所の必要性が消失した状況や申し込みの取り消しを連絡する義務はなく、連絡されずに名目上・書類上だけ申し込み済みで入所待機状態になっている事例も多数あると推定されることから、実質の待機者は名目よりも少ないと推定される。
2014年時点の、要介護1～2でも入居を申し込めた時期における待機者は52.4万人、うち要介護3～5は34.5万人であった。
2015年からは、入居申込みできる者は要介護3～5に限られるようになったが、それでも翌2016年4月1日時点での待機者は29.5万人と、依然高止まりしていた。
2022年12月23日付の厚生労働省の発表によれば、待機者は同年4月時点で約25万3千人（要介護3以上）で、前回調査した2019年度より約3.9万人 (13.5%) 減少していたことが判明した。

## 設置根拠
介護老人福祉施設の設置根拠となる法律は老人福祉法および介護保険法である。以下に根拠法の条文を引用する。

## 利用形態

### 対象者
要介護3から5のいずれかの要介護認定を受けている人が対象となる（2015年8月1日の介護保険法の改定前は、要介護1から5のいずれかの要介護認定を受けている人が対象）。
ただし、要介護1または2の場合であっても、認知症が重度の場合や家族による虐待があるような場合等やむを得ない場合には、特例入所が認められる。

### サービスの種類
- 施設への入所
- 30日以下に限定して宿泊するショートステイ
- 昼間に送迎付きの通いでサービスを受けるデイサービス

### 入所
入所手続きの際には、入所希望者本人または代理権者（通常は配偶者か子供）が申込者となる場合が多い。個々の事業者にそれぞれ入所申込書を提出する場合や、一枚の申込書で複数の事業所を申し込むことができる場合など、市区町村（=保険者）によって多少の違いがある。いずれの場合も、保険者が入所希望者である要介護者の、要介護度、心身の状況、現在の滞在場所・滞在期間、受けている医療や介護の状況、在宅の場合は家族介護者の状況など、入所優先順位を決定する要素を数値化し、総合した数値により待機者の入所優先順位を設定することが多く、申し込み先着順を取る場合は少ない。
入所契約では入所期限はなく無期限であるが、病気や障害が進行や悪化して、心身の状況が、生活施設である介護老人福祉施設でケアできる範囲内を超えた場合は、退所し病院への転院になる。急性期の病気や障害で急性期病院に入院する場合、3か月間は入所権を維持できるが、3か月以内に退院し施設に復帰できない場合は入所権は消失し解約と退所になる。
入所権を保有した状態での入院期間は、介護報酬と食費は発生しない（請求されない）が、居住費（居室利用料）は発生する（請求される）。3か月以内に退院し施設に復帰できずに退所になった場合、病気や障害が介護老人福祉施設で受け入れ可能な状態に回復して、再入所を申請した場合は、他の入所待機者よりも優先的に入所できる運用にしている事業者もある。

## 事業運営

### 必要な職員・専門職
「指定介護老人福祉施設の人員、設備及び運営に関する基準」（以下、介護老人福祉施設基準）（厚生労働省令）第2条で定められた必要人員に見える職名は以下の通りである。
- 施設長
- 医師（配置義務はなく嘱託医の場合が多い）
- 生活相談員（常勤）
  - 入所者の数が100人またはその端数を増すごとに1人以上
- 介護職員
  - 介護福祉士（配置義務はない）
- 看護職員（看護師もしくは准看護師で1人以上は常勤）
  - 入所者の数が30人未満なら常勤換算方法で1人以上
  - 入所者の数が30人以上50人未満なら常勤換算方法で2人以上
  - 入所者の数が50人以上130人未満なら常勤換算方法で3人以上
  - 入所者の数が130人以上なら常勤換算方法で、3人に加えて、50人またはその端数を増すごとに1人を加えて得た数以上
  - 保健師（配置義務はない）
- 栄養士、管理栄養士（1人以上だが、入所定員が40人を超えない施設で、他施設との連携が図れて入所者に支障がない場合は配置しなくてもよい。）
- 機能訓練指導員（理学療法士、作業療法士、言語聴覚士、看護師、准看護師、柔道整復師、あん摩マッサージ指圧師、一定の要件を満たしたはり師又はきゅう師）[13]）
- 介護支援専門員（常勤）
  - 入所者の数が100人またはその端数を増すごとに1人が標準

### 必要な設備
居室（多床室の定員は原則として4人以下）、食堂、調理場、浴室、洗面所、便所、医務室、ロビー、ホール、事務室
医務室は医療法第1条の5第2項に規定する診療所であり、入所者を診療するために必要な医薬品及び医療機器を備えるほか、必要に応じて臨床検査設備を設けなければならない。
居室は以下の通り。
- 多床室 - 一つの居室に複数のベッドを設置して複数の入所者で利用する。
- 従来型個室 - 一つの居室にベッドを1台設置して一室を一人の入所者が利用する。以前は「個室」と表現していたが、ユニット型の出現により「従来型個室」と表現される。
- ユニット型準個室 - 一つの居室にベッドを1台設置して一室を一人の入所者が利用する。居室10室単位で共有スペースであるロビー、ダイニング、簡易キッチン、バス（複数）、トイレ（複数）を共有し、共同生活をする。介護職員はユニットごとに専任になる。ユニット型個室との差異は、従来型・非ユニット型の介護施設をユニット型に改装した場合に、多床室を分割して個室に改装した居室である。
- ユニット型個室 - 一つの居室にベッドを1台設置して一室を一人の入所者が利用する。居室10室単位で共有スペースであるロビー、ダイニング、簡易キッチン、バス（複数）、トイレ（複数）を共有し、共同生活をする。介護職員はユニットごとに専任になる。

### 運営上の遵守事項
指定介護老人福祉施設は運営に当たって、以下を遵守しなければならない。
- 正当な理由なく指定介護福祉施設サービスの提供を拒んではならない（介護老人福祉施設基準第4条の2[15]）。
- 入所申込者が入院治療を必要とする場合その他入所申込者に対し自ら適切な便宜を提供することが困難である場合は、適切な病院若しくは診療所又は介護老人保健施設若しくは介護医療院を紹介する等の適切な措置を速やかに講じなければならない（介護老人福祉施設基準第4条の2[16]）。
- 指定介護福祉施設サービスの提供を求められた場合は、その者の提示する被保険者証によって、被保険者資格、要介護認定の有無及び要介護認定の有効期間を確かめなければならない（介護老人福祉施設基準第5条[17]）。
- 入所の際に要介護認定を受けていない入所申込者については、要介護認定の申請が既に行われているかどうかを確認し、申請が行われていない場合は、入所申込者の意思を踏まえて速やかに当該申請が行われるよう必要な援助を行わなければならない（介護老人福祉施設基準第6条[18]）。
- 入所に際しては入所の年月日並びに入所している介護保険施設の種類及び名称を、退所に際しては退所の年月日を、当該者の被保険者証に記載しなければならない（介護老人福祉施設基準第8条[19]）。
- 法定代理受領サービスに該当しない指定介護福祉施設サービスに係る費用の支払を受けた場合は、その提供した指定介護福祉施設サービスの内容、費用の額その他必要と認められる事項を記載したサービス提供証明書を入所者に対して交付しなければならない（介護老人福祉施設基準第10条[20]）。
- 指定介護福祉施設サービスの提供に当たっては、当該入所者又は他の入所者等の生命又は身体を保護するため緊急やむを得ない場合を除き、身体的拘束その他入所者の行動を制限する行為（以下「身体的拘束等」という。）を行ってはならず（介護老人福祉施設基準第11条第4項[21]）、行う場合には、その態様及び時間、その際の入所者の心身の状況並びに緊急やむを得ない理由を記録しなければならない（同条第5項）。また身体的拘束等の適正化を図るため、対策を検討する委員会を三月に一回以上開催するとともに、その結果について、介護職員その他の従業者に周知徹底を図り、適正化のための指針を整備し、介護職員その他の従業者に対し、身体的拘束等の適正化のための研修を定期的に実施しなければならない（同条第6項）。
- 管理者は、介護支援専門員に施設サービス計画の作成に関する業務を担当させる（介護老人福祉施設基準第12条[22]）。
  - 施設サービス計画の作成とは、施設における「ケアプラン」を作成することである。以下の5項目からなる[23]。
    - 施設サービス計画書
    - 週間サービス計画表
    - 日課計画表
    - サービス担当者会議の要点
    - 施設介護支援経過
- 入所者について、病院又は診療所に入院する必要が生じた場合であって、入院後おおむね三月以内に退院することが明らかに見込まれるときは、その者及びその家族の希望等を勘案し、必要に応じて適切な便宜を供与するとともに、やむを得ない事情がある場合を除き、退院後再び当該指定介護老人福祉施設に円滑に入所することができるようにしなければならない（介護老人福祉施設基準第19条[24]）。
- 入所者が正当な理由なしに指定介護福祉施設サービスの利用に関する指示に従わないことにより、要介護状態の程度を増進させたと認められる場合や偽りその他不正の行為によって保険給付を受け、又は受けようとしたときは、遅滞なく、意見を付してその旨を市町村に通知しなければならない（介護老人福祉施設基準第20条[25]）。
  - 介護老人福祉施設の指定者は都道府県であるが、これに関しては市町村へ通知する。

施設サービス計画に関する業務を担当する介護支援専門員（以下「計画担当介護支援専門員」）は施設サービス計画の作成に当たって、以下を遵守しなければならない。
- 入所者の日常生活全般を支援する観点から、当該地域の住民による自発的な活動によるサービス等の利用も含めて施設サービス計画上に位置付けるよう努めなければならない（介護老人福祉施設基準第12条第2項[22]）。
- 適切な方法により、入所者について、その有する能力、その置かれている環境等の評価を通じて入所者が現に抱える問題点を明らかにし、入所者が自立した日常生活を営むことができるように支援する上で解決すべき課題を把握しなければならない（同条第3項）。
- 解決すべき課題の把握（以下「アセスメント」）に当たっては、入所者及びその家族に面接して行わなければならない。この場合において、計画担当介護支援専門員は、面接の趣旨を入所者及びその家族に対して十分に説明し、理解を得なければならない（同条第4項）。
- 入所者の希望及び入所者についてのアセスメントの結果に基づき、入所者の家族の希望を勘案して、入所者及びその家族の生活に対する意向、総合的な援助の方針、生活全般の解決すべき課題、指定介護福祉施設サービスの目標及びその達成時期、指定介護福祉施設サービスの内容、指定介護福祉施設サービスを提供する上での留意事項等を記載した施設サービス計画の原案を作成しなければならない（同条第5項）。
- サービス担当者会議（入所者に対する指定介護福祉施設サービスの提供に当たる他の担当者（以下この条において「担当者」）を招集して行う会議の開催、担当者に対する照会等により、当該施設サービス計画の原案の内容について、担当者から、専門的な見地からの意見を求めるものとする（同条第6項）。
- 施設サービス計画の作成後、施設サービス計画の実施状況の把握（入所者についての継続的なアセスメントを含む。）を行い、必要に応じて施設サービス計画の変更を行うものとする（同条第9項）。
- 実施状況の把握（以下「モニタリング」という。）に当たっては、入所者及びその家族並びに担当者との連絡を継続的に行うこととし、特段の事情のない限り、定期的に入所者に面接し、モニタリングの結果を記録しなければならない（同条第10項）。
  - 何か月に1回などの規定はない。
- 入所者が法第28条第2項に規定する要介護更新認定を受けた場合や第29条第1項に規定する要介護状態区分の変更の認定を受けた場合、サービス担当者会議の開催、担当者に対する照会等により、施設サービス計画の変更の必要性について、担当者から、専門的な見地からの意見を求める（同条第11項）。

これらによって作成された施設サービス計画をもとに、看護師や介護福祉士などの専門職が個別計画書（個別サービス計画、個別援助計画、個別支援計画）を作成する。

## 利用者の負担額
利用者が支払う費用は、要介護度別と居室種類別の介護報酬の10%+食費+居室種類別の居住費である。
低所得者に対しては所得水準に応じて、食費と居住費に3段階の減免措置があり、減免分は基礎自治体である市区町村が負担する。
世帯の医療費+介護費を合算した高額療養費に対して、世帯合算した所得水準に応じて、4段階の自己負担限度額が設定され、限度額を超える高額療養費の支払いは免除され、免除分は公的な医療保険が負担する。
公的な介護保険が適用される介護を受ける場合は、介護保険が定める介護報酬の自己負担分+医療保険が定める診療報酬の自己負担分、入所・入院した場合の食費・居住費または室料などの支払いが発生する。低所得者に対しては所得水準に応じて、食費と居住費は3段階の減免措置により減免分は行政が負担し、公的な医療保険が適用される医療を受ける場合は、世帯の医療費+介護費を合算した高額療養費に対する、世帯合算した所得水準に応じた、4段階の自己負担限度額制度により、自己負担限度額超過分は医療保険が負担するので、利用可能な社会保障制度を全て利用すれば、本人や家族の所得水準により、本人や世帯の所得が原因で必要な介護や医療を受けられないという状況や、本人の介護や医療に必要な費用を配偶者や子供が負担を強いられる、負担せざるをえないという状況は存在しない。

### 介護保険の介護報酬の自己負担分
| 要介護度 | 1日分の金額（円）               | 1日分の金額（円）               | 1日分の金額（円） | 1日分の金額（円） | 1日分の金額（円） | 30日分の金額（円）              | 30日分の金額（円）              | 30日分の金額（円） | 30日分の金額（円） | 30日分の金額（円） |
| 要介護度 | 多床室 2012年 4月1日 以前の設置 | 多床室 2012年 4月1日 以後の設置 | 従来型 個室       | ユニット型 準個室 | ユニット型 個室   | 多床室 2012年 4月1日 以前の設置 | 多床室 2012年 4月1日 以後の設置 | 従来型 個室        | ユニット型 準個室  | ユニット型 個室    |
| -------- | ------------------------------- | ------------------------------- | ----------------- | ----------------- | ----------------- | ------------------------------- | ------------------------------- | ------------------ | ------------------ | ------------------ |
| 要介護1  | 630                             | 623                             | 577               | 659               | 659               | 18,900                          | 18,690                          | 17,310             | 19,770             | 19,770             |
| 要介護2  | 699                             | 691                             | 647               | 729               | 729               | 20,970                          | 20,730                          | 19,410             | 21,870             | 21,870             |
| 要介護3  | 770                             | 762                             | 719               | 802               | 802               | 23,100                          | 22,860                          | 21,570             | 24,060             | 24,060             |
| 要介護4  | 839                             | 831                             | 789               | 872               | 872               | 25,170                          | 24,930                          | 23,670             | 26,160             | 26,160             |
| 要介護5  | 907                             | 898                             | 858               | 941               | 941               | 27,210                          | 26,940                          | 25,740             | 28,230             | 28,230             |

### 所得水準による自己負担の減免基準
| 所得水準 | 自己負担の減免の対象と差額の負担         | 本人と世帯全体の課税所得額                                                                                     |
| -------- | ---------------------------------------- | --- |
| 第1段階  | 食費と居住費が減免され差額は行政が負担   | 本人が生活保護受給者。                                                                                         |
| 第2段階  | 食費と居住費が減免され差額は行政が負担   | 本人の課税対象年間所得が80万円未満で世帯全員が住民税非課税対象者（課税対象年間所得が211万円未満）。            |
| 第3段階  | 食費と居住費が減免され差額は行政が負担   | 本人の課税対象年間所得が80万円以上211万円未満で世帯全員が住民税非課税対象者（課税対象年間所得が211万円未満）。 |
| 第4段階  | 食費と居住費の減免はなく利用者が全額負担 | 本人が住民税課税対象者（課税対象年間所得が211万円以上）。                                                      |

### 所得水準による食費と居住費の自己負担限度額
| 第1段階 | 300   | 0   | 320  | 490   | 820   | 9,000  | 0     | 9,600  | 14,700 | 24,600 |
| 第2段階 | 390   | 320 | 420  | 490   | 820   | 11,700 | 9,600 | 12,600 | 14,700 | 24,600 |
| 第3段階 | 650   | 320 | 820  | 1,310 | 1,310 | 19,500 | 9,600 | 24,600 | 39,300 | 39,300 |
| 第4段階 | 1,380 | 320 | 1150 | 1,640 | 1,970 | 41,400 | 9,600 | 34,500 | 49,200 | 59,100 |
| - 所得段階4は食費と居住費の減免対象ではないので、食費と居住費は介護老人福祉施設事業者が任意に設定する。 - 上記の所得段階4の食費と居住費は、厚生労働省が公開している標準モデル価格である。 - 大部分の事業者は食費は1日1,200〜1,800円、30日36,000〜54,000円、居住費は最も高いユニット型個室では1日1,800〜3,500円、30日54,000〜100,500円に設定している。 |       |     |      |       |       |        |       |        |        |        |

### 所得水準第1段階の入所費
| 要介護度 | 30日分の金額（円）              | 30日分の金額（円）              | 30日分の金額（円）   | 30日分の金額（円）   | 30日分の金額（円）   | 30日分の金額（円） | 30日分の金額（円） | 30日分の金額（円） | 30日分の金額（円） | 30日分の金額（円） | 30日分の金額（円）               | 30日分の金額（円）               | 30日分の金額（円）               | 30日分の金額（円）               | 30日分の金額（円）               |
| 要介護度 | 介護報酬の自己負担分            | 介護報酬の自己負担分            | 介護報酬の自己負担分 | 介護報酬の自己負担分 | 介護報酬の自己負担分 | 食費               | 居住費             | 居住費             | 居住費             | 居住費             | 介護報酬の自己負担分+食費+居住費 | 介護報酬の自己負担分+食費+居住費 | 介護報酬の自己負担分+食費+居住費 | 介護報酬の自己負担分+食費+居住費 | 介護報酬の自己負担分+食費+居住費 |
| 要介護度 | 多床室 2012年 4月1日 以前の設置 | 多床室 2012年 4月1日 以後の設置 | 従来型 個室          | ユニット型 準個室    | ユニット型 個室      | 食費               | 多床室             | 従来型 個室        | ユニット型 準個室  | ユニット型 個室    | 多床室 2012年 4月1日 以前の設置  | 多床室 2012年 4月1日 以後の設置  | 従来型 個室                      | ユニット型 準個室                | ユニット型 個室                  |
| --- | ------------------------------- | ------------------------------- | -------------------- | -------------------- | -------------------- | ------------------ | ------------------ | ------------------ | ------------------ | ------------------ | -------------------------------- | -------------------------------- | -------------------------------- | -------------------------------- | -------------------------------- |
| 要介護1 | 18,900                          | 18,690                          | 17,310               | 19,770               | 19,770               | 9,000              | 0                  | 9,600              | 14,700             | 24,600             | 27,900                           | 27,690                           | 35,910                           | 43,470                           | 53,370                           |
| 要介護2 | 20,970                          | 20,730                          | 19,410               | 21,870               | 21,870               | 9,000              | 0                  | 9,600              | 14,700             | 24,600             | 29,970                           | 29,730                           | 38,010                           | 45,570                           | 52,740                           |
| 要介護3 | 23,100                          | 22,860                          | 21,570               | 24,060               | 24,060               | 9,000              | 0                  | 9,600              | 14,700             | 24,600             | 32,100                           | 31,860                           | 40,170                           | 47,760                           | 57,660                           |
| 要介護4 | 25,170                          | 24,930                          | 23,670               | 26,160               | 26,160               | 9,000              | 0                  | 9,600              | 14,700             | 24,600             | 34,170                           | 33,930                           | 42,270                           | 49,860                           | 59,760                           |
| 要介護5 | 27,210                          | 26,940                          | 25,740               | 28,230               | 28,230               | 9,000              | 0                  | 9,600              | 14,700             | 24,600             | 36,210                           | 35,940                           | 44,340                           | 51,930                           | 61,830                           |
| - 食費1日分の自己負担限度額は1日300円。 - 居住費1日分の自己負担限度額は、多床室が0円、従来型個室が320円、ユニット型準個室が490円、ユニット型個室が820円。 - 事業者が設定している食費と居住費が自己負担限度額を上回る場合は、厚生労働省が設定する標準の1日分の食費・居住費との差額を、行政が負担する。 |                                 |                                 |                      |                      |                      |                    |                    |                    |                    |                    |                                  |                                  |                                  |                                  |                                  |

### 所得水準第2段階の入所費
| 要介護度 | 30日分の金額（円）              | 30日分の金額（円）              | 30日分の金額（円）   | 30日分の金額（円）   | 30日分の金額（円）   | 30日分の金額（円） | 30日分の金額（円） | 30日分の金額（円） | 30日分の金額（円） | 30日分の金額（円） | 30日分の金額（円）               | 30日分の金額（円）               | 30日分の金額（円）               | 30日分の金額（円）               | 30日分の金額（円）               |
| 要介護度 | 介護報酬の自己負担分            | 介護報酬の自己負担分            | 介護報酬の自己負担分 | 介護報酬の自己負担分 | 介護報酬の自己負担分 | 食費               | 居住費             | 居住費             | 居住費             | 居住費             | 介護報酬の自己負担分+食費+居住費 | 介護報酬の自己負担分+食費+居住費 | 介護報酬の自己負担分+食費+居住費 | 介護報酬の自己負担分+食費+居住費 | 介護報酬の自己負担分+食費+居住費 |
| 要介護度 | 多床室 2012年 4月1日 以前の設置 | 多床室 2012年 4月1日 以後の設置 | 従来型 個室          | ユニット型 準個室    | ユニット型 個室      | 食費               | 多床室             | 従来型 個室        | ユニット型 準個室  | ユニット型 個室    | 多床室 2012年 4月1日 以前の設置  | 多床室 2012年 4月1日 以後の設置  | 従来型 個室                      | ユニット型 準個室                | ユニット型 個室                  |
| --- | ------------------------------- | ------------------------------- | -------------------- | -------------------- | -------------------- | ------------------ | ------------------ | ------------------ | ------------------ | ------------------ | -------------------------------- | -------------------------------- | -------------------------------- | -------------------------------- | -------------------------------- |
| 要介護1 | 18,900                          | 18,690                          | 17,310               | 19,770               | 19,770               | 11,700             | 9,600              | 12,600             | 14,700             | 24,600             | 40,200                           | 39,990                           | 41,610                           | 46,170                           | 56.070                           |
| 要介護2 | 20,970                          | 20,730                          | 19,410               | 21,870               | 21,870               | 11,700             | 9,600              | 12,600             | 14,700             | 24,600             | 42,270                           | 42,030                           | 42,710                           | 48,270                           | 58,170                           |
| 要介護3 | 23,100                          | 22,860                          | 21,570               | 24,060               | 24,060               | 11,700             | 9,600              | 12,600             | 14,700             | 24,600             | 44,400                           | 44,160                           | 45,870                           | 50,460                           | 60,360                           |
| 要介護4 | 25,170                          | 24,930                          | 23,670               | 26,160               | 26,160               | 11,700             | 9,600              | 12,600             | 14,700             | 24,600             | 46,470                           | 46,230                           | 47,970                           | 52,560                           | 62,460                           |
| 要介護5 | 27,210                          | 26,940                          | 25,740               | 28,230               | 28,230               | 11,700             | 9,600              | 12,600             | 14,700             | 24,600             | 48,510                           | 48,240                           | 50,040                           | 54,630                           | 64,530                           |
| - 食費1日分の自己負担限度額は1日390円。 - 居住費1日分の自己負担限度額は、多床室が320円、従来型個室が390円、ユニット型準個室が490円、ユニット型個室が820円。 - 事業者が設定している食費と居住費が自己負担限度額を上回る場合は、厚生労働省が設定する標準の1日分の食費・居住費との差額を、行政が負担する。 |                                 |                                 |                      |                      |                      |                    |                    |                    |                    |                    |                                  |                                  |                                  |                                  |                                  |

### 所得水準第3段階の入所費
| 要介護度 | 30日分の金額（円）              | 30日分の金額（円）              | 30日分の金額（円）   | 30日分の金額（円）   | 30日分の金額（円）   | 30日分の金額（円） | 30日分の金額（円） | 30日分の金額（円） | 30日分の金額（円） | 30日分の金額（円） | 30日分の金額（円）               | 30日分の金額（円）               | 30日分の金額（円）               | 30日分の金額（円）               | 30日分の金額（円）               |
| 要介護度 | 介護報酬の自己負担分            | 介護報酬の自己負担分            | 介護報酬の自己負担分 | 介護報酬の自己負担分 | 介護報酬の自己負担分 | 食費               | 居住費             | 居住費             | 居住費             | 居住費             | 介護報酬の自己負担分+食費+居住費 | 介護報酬の自己負担分+食費+居住費 | 介護報酬の自己負担分+食費+居住費 | 介護報酬の自己負担分+食費+居住費 | 介護報酬の自己負担分+食費+居住費 |
| 要介護度 | 多床室 2012年 4月1日 以前の設置 | 多床室 2012年 4月1日 以後の設置 | 従来型 個室          | ユニット型 準個室    | ユニット型 個室      | 食費               | 多床室             | 従来型 個室        | ユニット型 準個室  | ユニット型 個室    | 多床室 2012年 4月1日 以前の設置  | 多床室 2012年 4月1日 以後の設置  | 従来型 個室                      | ユニット型 準個室                | ユニット型 個室                  |
| --- | ------------------------------- | ------------------------------- | -------------------- | -------------------- | -------------------- | ------------------ | ------------------ | ------------------ | ------------------ | ------------------ | -------------------------------- | -------------------------------- | -------------------------------- | -------------------------------- | -------------------------------- |
| 要介護1 | 18,900                          | 18,690                          | 17,310               | 19,770               | 19,770               | 19,500             | 9,600              | 24,600             | 39,300             | 39,300             | 48,000                           | 47,790                           | 61,410                           | 78,570                           | 78,570                           |
| 要介護2 | 20,970                          | 20,730                          | 19,410               | 21,870               | 21,870               | 19,500             | 9,600              | 24,600             | 39,300             | 39,300             | 50,010                           | 49,830                           | 63,510                           | 80,670                           | 80,670                           |
| 要介護3 | 23,100                          | 22,860                          | 21,570               | 24,060               | 24,060               | 19,500             | 9,600              | 24,600             | 39,300             | 39,300             | 52,200                           | 51,960                           | 65,670                           | 82,860                           | 82,860                           |
| 要介護4 | 25,170                          | 24,930                          | 23,670               | 26,160               | 26,160               | 19,500             | 9,600              | 24,600             | 39,300             | 39,300             | 54,270                           | 54,030                           | 67,770                           | 84,960                           | 84,960                           |
| 要介護5 | 27,210                          | 26,940                          | 25,740               | 28,230               | 28,230               | 19,500             | 9,600              | 24,600             | 39,300             | 39,300             | 56,130                           | 56,030                           | 69,840                           | 87,030                           | 87,030                           |
| - 食費1日分の自己負担限度額は1日650円。 - 居住費1日分の自己負担限度額は、多床室が320円、従来型個室が820円、ユニット型準個室が1,310円、ユニット型個室が1,310円。 - 事業者が設定している食費と居住費が自己負担限度額を上回る場合は、厚生労働省が設定する標準の1日分の食費・居住費との差額を、行政が負担する。 |                                 |                                 |                      |                      |                      |                    |                    |                    |                    |                    |                                  |                                  |                                  |                                  |                                  |

### 所得水準第4段階の入所費
| 要介護度 | 30日分の金額（円）              | 30日分の金額（円）              | 30日分の金額（円）   | 30日分の金額（円）   | 30日分の金額（円）   | 30日分の金額（円） | 30日分の金額（円） | 30日分の金額（円） | 30日分の金額（円） | 30日分の金額（円） | 30日分の金額（円）               | 30日分の金額（円）               | 30日分の金額（円）               | 30日分の金額（円）               | 30日分の金額（円）               |
| 要介護度 | 介護報酬の自己負担分            | 介護報酬の自己負担分            | 介護報酬の自己負担分 | 介護報酬の自己負担分 | 介護報酬の自己負担分 | 食費               | 居住費             | 居住費             | 居住費             | 居住費             | 介護報酬の自己負担分+食費+居住費 | 介護報酬の自己負担分+食費+居住費 | 介護報酬の自己負担分+食費+居住費 | 介護報酬の自己負担分+食費+居住費 | 介護報酬の自己負担分+食費+居住費 |
| 要介護度 | 多床室 2012年 4月1日 以前の設置 | 多床室 2012年 4月1日 以後の設置 | 従来型 個室          | ユニット型 準個室    | ユニット型 個室      | 食費               | 多床室             | 従来型 個室        | ユニット型 準個室  | ユニット型 個室    | 多床室 2012年 4月1日 以前の設置  | 多床室 2012年 4月1日 以後の設置  | 従来型 個室                      | ユニット型 準個室                | ユニット型 個室                  |
| --- | ------------------------------- | ------------------------------- | -------------------- | -------------------- | -------------------- | ------------------ | ------------------ | ------------------ | ------------------ | ------------------ | -------------------------------- | -------------------------------- | -------------------------------- | -------------------------------- | -------------------------------- |
| 要介護1 | 18,900                          | 18,690                          | 17,310               | 19,770               | 19,770               | 41,400             | 9,600              | 34,500             | 49,200             | 59,100             | 69,900                           | 69,690                           | 93,210                           | 110,370                          | 120,270                          |
| 要介護2 | 20,970                          | 20,730                          | 19,410               | 21,870               | 21,870               | 41,400             | 9,600              | 34,500             | 49,200             | 59,100             | 71,970                           | 71,730                           | 95,310                           | 112,470                          | 122,370                          |
| 要介護3 | 23,100                          | 22,860                          | 21,570               | 24,060               | 24,060               | 41,400             | 9,600              | 34,500             | 49,200             | 59,100             | 74,100                           | 73,860                           | 97,470                           | 114,660                          | 124,560                          |
| 要介護4 | 25,170                          | 24,930                          | 23,670               | 26,160               | 26,160               | 41,400             | 9,600              | 34,500             | 49,200             | 59,100             | 76,100                           | 75,930                           | 99,570                           | 116,760                          | 126,660                          |
| 要介護5 | 27,210                          | 26,940                          | 25,740               | 28,230               | 28,230               | 41,400             | 9,600              | 34,500             | 49,200             | 59,100             | 78,210                           | 77,940                           | 101,640                          | 118,830                          | 128,730                          |
| - 所得段階4は食費と居住費の減免対象ではないので、食費と居住費は介護老人福祉施設事業者が任意に設定する。 - 上記の所得段階4の食費と居住費は、厚生労働省が公開している標準モデル価格である。 - 大部分の事業者は食費は1日1,200〜1,800円、30日36,000〜54,000円、居住費は最も高いユニット型個室では1日1,800〜3,500円、30日54,000〜100,500円に設定している。 |                                 |                                 |                      |                      |                      |                    |                    |                    |                    |                    |                                  |                                  |                                  |                                  |                                  |

### 高額療養費の自己負担限度額を設定する所得水準の分類
| 所得水準       | 70歳未満の場合の自己負担の減免の対象と差額の負担 |
| -------------- | --- |
| 上位所得者     | 被用者保険の場合は標準報酬月額が53万円以上。 国民健康保険の場合は世帯の年間課税所得が600万円超過。 |
| 一般所得者     | 上位所得者と低所得者以外。 |
| 低所得者       | 被用者保険の場合は被保険者が市町村民税非課税者、国民健康保険の場合は世帯主および世帯の被保険者全員が市町村民税非課税者（課税所得が211万円未満）。 |
| 所得水準       | 70歳以上の場合の自己負担の減免の対象と差額の負担 |
| 現役並み所得者 | 後期高齢者保健・国民健康保険の場合は課税所得が145万円以上。 被用者保険の場合は標準報酬月額が28万円以上。 70歳以上の高齢者が複数いる世帯の場合、収入の合計額が520万円未満（70歳以上の高齢者が一人の場合は383万円未満）を除く。 |
| 一般所得者     | 現役並み所得者と低所得者以外。 |
| 低所得者2      | 後期高齢者保険の場合は世帯員全員が市町村民税非課税者（課税所得が211万円未満）。 国民健康保険の場合は世帯主および世帯の被保険者全員が市町村民税非課税者（課税所得が211万円未満）。 被用者保険の場合は被保険者が市町村民税非課税者（課税所得が211万円未満）。                                                                                  |
| 低所得者1      | 後期高齢者保健の場合は世帯員全員の所得が市町村民税非課税（課税所得が211万円未満）以下。 国民健康保険の場合は世帯主および世帯の被保険者全員の所得が市町村民税非課税（課税所得が211万円未満）以下。 被用者保険の場合は被保険者および被扶養者の所得が市町村民税非課税（課税所得が211万円未満）以下。 年金収入のみの場合は年金受給額80万円以下。 |

### 所得水準による高額療養費の年間の自己負担限度額
| 所得水準                                                          | 75歳以上                 | 70〜74歳                                 | 70歳未満                                 |
| 所得水準                                                          | 介護保険+ 後期高齢者保険 | 介護保険+ 被用者保険 または 国民健康保険 | 介護保険+ 被用者保険 または 国民健康保険 |
| ----------------------------------------------------------------- | ------------------------ | ---------------------------------------- | ---------------------------------------- |
| 70歳未満は上位所得者 70歳以上は現役なみ所得者                     | 67万円                   | 67万円                                   | 126万円                                  |
| 一般所得者                                                        | 56万円                   | 62万円                                   | 67万円                                   |
| 低所得者2 市町村民税世帯非課税等                                  | 31万円                   | 31万円                                   | 34万円                                   |
| 低所得者1 市村税世帯非課税 年金収入のみの場合は年金収入80万円以下 | 19万円                   | 19万円                                   | 34万円                                   |

## その他の日本の高齢者施設
- 介護老人保健施設、介護療養型医療施設
- 認知症高齢者グループホーム
- 養護老人ホーム、軽費老人ホーム
- サービス付き高齢者向け住宅（略称「サ高住」）